# Phloretinsäure
Phloretinsäure ist eine organische Verbindung aus den Stoffgruppen der  Phenole und Carbonsäuren. Da sie bis auf das Fehlen der funktionellen Aminogruppe am α-Kohlenstoff mit der α-Aminosäure Tyrosin identisch ist, wird sie auch Desaminotyrosin (DAT) genannt.

## Darstellung und Vorkommen
Phloretinsäure wird durch Reduktion der ungesättigten Seitenkette von p-Cumarsäure hergestellt. Durch Umsetzung von Phloretin mit dem Enzym Phloretinhydrolase entsteht Phloretinsäure und Phloroglucinol.
Phloretinsäure kommt u. a. in Oliven oder auch im Pansen von Schafen, die mit getrocknetem Gras gefüttert wurden, vor.
Phloretinsäure ist ein Harnmetabolit von Tyrosin bei Ratten und ein Stoffwechselprodukt des Darmbakteriums Clostridium orbiscindens, bei der Flavonoid-Metabolisierung.

## Verwendung
Phloretinsäure kann als nichttoxischen und natürlich vorkommendes Monomer bei der Synthese von Polyestern eingesetzt werden.

## Eigenschaften
Beim Menschen verstärkt die Phloretinsäure die Wirkung des Alpha-Interferon (IFN-α). Dieses Protein aktiviert die körpereigenen Killerzellen, die der Virus- und Tumorabwehr dienen.